# Sisters of the Destitute
Sisters of the Destitute (S.D.) ist ein indischer Frauenorden.

## Geschichte
Die Gemeinschaft der Sisters of the Destitute (Schwestern der Ärmsten und Notleidenden) wurde 1927 in Chunamgangvely in Kerala, Südwestindien, gegründet und ist der erste Orden in Indien, der sich vorgenommen hat, für Notleidende jeder Kaste, Weltanschauung und Religion zu sorgen.
Er umfasst 1500 Ordensschwestern unter der Leitung der Generaloberin Mother Smitha und setzt sich aus Ärztinnen, Krankenschwestern, Anwältinnen, Pathologinnen, Lehrerinnen und Sozialarbeiterinnen zusammen.
Die Sisters of the Destitute sind in Asien, Europa, Afrika und den USA tätig. Seit 1964 besteht in Düsseldorf eine Niederlassung, wo 15 als Krankenschwestern ausgebildete Schwestern unter der Leitung von Oberschwester Kochurani mit großem Einsatz im Caritas-Altenzentrum Herz-Jesu im Stadtteil Flingern arbeiten. Ende Mai 2011 hat Oberschwester Kochurani nach 25 Jahren erfolgreicher Tätigkeit in Düsseldorf den Standort verlassen und ist nach Indien in das Hauptkloster zurückgekehrt. Ihre Nachfolgerin als Oberin für alle drei Standorte ist Schwester Divya, eine ausgebildete Krankenschwester, die bisher in Regensburg Erfahrung sammeln konnte. Acht weitere Schwestern arbeiten in München auf der Palliativstation im Krankenhaus der Barmherzigen Brüder und begleiten dort Krebskranke durch psychologische, spirituelle und physische Hilfe bis zum Sterben.
Seit 2012 existiert eine kleine Niederlassung der S.D. in Wuppertal.
Seit dem Jahr 2000 arbeiten auf der Palliativstation im Regensburger Krankenhaus der Barmherzigen Brüder drei Schwestern der S.D., zwei weitere Schwestern arbeiten auf der Rehastation.
In Indien unterhält der Orden:
- Häuser für Kranke und Notleidende
- Rehazentren für geistig und körperlich behinderte Kinder
- Gesundheitszentren für Aids- und Krebskranke
- Tageszentren für Jugendliche und Kleinkinder arbeitender Mütter
- Arzneimittelausgabe für Arme
- Büchereien
- Altenheime
- Schulen